# Salmtal
Salmtal là một đô thị ở huyện Bernkastel-Wittlich, trong bang Rheinland-Pfalz, Đô thị Salmtal có diện tích 14,09 km², dân số thời điểm ngày 31 tháng 12 năm 2006 là 2418 người.